# Kanton Hauts de Bienne
Hauts de Bienne ( tot 2021 Kanton Morez genaamd) is een kanton van het Franse departement Jura. Het kanton maakt deel uit van het arrondissement Saint-Claude. De naam werd bij decreet van 24 februari 2021 aangepast aan de gewijzigde naam van zijn hoofdplaats.

## Gemeenten
Het kanton omvatte de volgende gemeenten:
- Bellefontaine
- Bois-d'Amont
- Lézat
- Longchaumois
- Morbier
- Morez (hoofdplaats)
- La Mouille
- Prémanon
- Les Rousses

Bij de herindeling van de kantons door het decreet van 17 februari 2014 werd het kanton niet gewijzigd.
Op 1 januari 2016 werden de gemeenten Morez, La Mouille en Lézat samengevoegd tot de fusiegemeente (commune nouvelle) Hauts de Bienne.